# Abbey Harkin
Abbey Grace Harkin (* 6. Mai 1998 in Newcastle, New South Wales) ist eine australische Schwimmerin. Bei Weltmeisterschaften gewann sie auf der 50-Meter-Bahn eine Goldmedaille, drei Silbermedaillen und eine Bronzemedaille; auf der 25-Meter-Bahn erschwamm sie eine Bronzemedaille.

## Karriere
Abbey Harkin schwimmt für den St Peters Western Swim Club in Brisbane. Sie hat einen Bachelor in Betriebswirtschaft der Griffith University in Brisbane.
2017 bei der Universiade in Taipeh trat Harkin in vier Einzeldisziplinen und drei Staffelwettbewerben an. Nur mit zwei Staffeln erreichte sie das Finale. Sie wurde Siebte mit der 4-mal-200-Meter-Freistilstaffel und Vierte mit der 4-mal-100-Meter-Lagenstaffel, in der sie auf der Freistil-Position antrat.
Ende 2018 bei den Kurzbahnweltmeisterschaften in Hangzhou wurde Harkin in den Vorläufen über 400 Meter Lagen Neunte, lag aber über zwei Sekunden hinter der Zeit, die für einen Finaleinzug notwendig gewesen wäre. Über 200 Meter Lagen schwamm sie im Endlauf auf den siebten Platz. Die 4-mal-200-Meter-Freistilstaffel mit Ariarne Titmus, Minna Atherton, Carla Buchanan und Abbey Harkin wurde Dritte hinter den Staffeln aus China und den Vereinigten Staaten.
Erst 2021 konnte sich Harkin wieder für die Teilnahme an internationalen Meisterschaften qualifizieren. Bei den Olympischen Spielen in Tokio trat sie über 200 Meter Brust an. Als 17. der Vorläufe verpasste sie das Halbfinale um 0,15 Sekunden.
Im Juni 2022 fanden in Budapest die Schwimmweltmeisterschaften 2022 statt. Harkin schied über 100 Meter Brust im Vorlauf aus und über 200 Meter Brust im Halbfinale. Von Ende Juli bis Anfang August wurden in Birmingham die Commonwealth Games 2022 ausgetragen. Harkin wurde Siebte über 50 Meter Brust. Über 100 und 200 Meter Brust sowie über 200 Meter Lagen schlug sie jeweils als Fünfte an.
Im April 2023 siegte Harkin bei den australischen Meisterschaften über 100 Meter Brust. Ende Juli bei den Weltmeisterschaften in Fukuoka war Harkin als einzige Australierin über 100 Meter Brust dabei und schied im Halbfinale aus. Über 200 Meter Brust erreichte sie das Finale und wurde Siebte. Die 4-mal-100-Meter-Lagenstaffel mit Madison Wilson, Abbey Harkin, Brianna Throssell und Meg Harris schwamm die viertbeste Vorlaufzeit. Im Finale waren Kaylee McKeown, Abbey Harkin, Emma McKeon und Mollie O’Callaghan über vier Sekunden schneller als die Vorlaufstaffel und wurden Zweite hinter dem US-Quartett. Alle sieben beteiligten Australierinnen erhielten eine Silbermedaille.
Bei den Weltmeisterschaften 2024 in Doha schied Harkin über 100 und 200 Meter Brust jeweils im Vorlauf aus. Die 4-mal-100-Meter-Freistilstaffel erreichte das Finale in der Besetzung Alexandria Perkins, Jaclyn Barclay, Abbey Harkin und Shayna Jack mit der besten Vorlaufzeit. Im Endlauf wurden Brianna Throssell, Perkins, Harkin und Jack Zweite hinter den Niederländerinnen. Die 4-mal-200-Meter-Freistilstaffel erreichte in der Besetzung Kiah Melverton, Abbey Harkin, Jaclyn Barclay und Brianna Throssell das Finale. Im Endlauf wurden Harkin, Shayna Jack, Throssell und Melverton Dritte. Die australische 4-mal-100-Meter-Lagenstaffel qualifizierte sich in der Besetzung Jaclyn Barclay, Abbey Harkin, Alexandria Perkins und Brianna Throssell mit der drittschnellsten Vorlaufzeit für das Finale. Im Endlauf waren Iona Anderson, Abbey Harkin, Brianna Throssell und Shayna Jack fünf Sekunden schneller als die Vorlaufstaffel und siegten vor den Schwedinnen und den Kanadierinnen. Zwei weitere Medaillen gewann Harkin für ihre Vorlaufeinsätze in den Mixed-Staffeln. Die 4-mal-100-Meter-Mixed-Lagenstaffel bestand im Vorlauf aus Bradley Woodward, Sam Williamson, Alexandria Perkins und Abbey Harkin; im Endlauf siegte das US-Quartett vor Bradley Woodward, Sam Williamson, Brianna Throssell und Shayna Jack. In der 4-mal-100-Meter-Mixed-Freistilstaffel waren im Vorlauf Kai Taylor, Jack Cartwright, Alexandria Perkins und Abbey Harkin im Einsatz. Im Finale gewann das chinesische Team vor Taylor, Cartwright, Jack und Throssell.